# Жоао Гилерме
Жоао Гилерме (на португалски: João Guilherme Leme Amorim) е бразилски футболист, защитник, който играе за Ал-Фатех.

## Кариера
Започва кариерата си в родния Интернасионал. През януари 2008 г. е закупен от португалския Маритимо за сумата от €200 000. За португалския клуб играе до 2013 г. като записва 109 мача и 5 гола. На 14 юни 2013 г. е привлечен в кипърския АПОЕЛ с контракт за 2 години. Дебютира на 31 юли 2013 г. срещу словенския НК Марибор в квалификация за шампионската лига. През сезон 2013/14 играе в 4 мача от груповата фаза на Лига Европа и печели всички отличия в Кипър. През 2014 г. играе в групите на шампионската лига, а на 19 декември 2014 г. подписва нов договор до юни 2017 г.

### Национален отбор
Гилерме е капитан на националния отбор на Бразилия до 17 г., който печели световното първенство през 2003 г.

## Отличия

### АПОЕЛ
- Кипърска първа дивизия (3): 2013/14, 2014/15, 2015/16
- Носител на Купата на Кипър (2): 2014, 2015
- Носител на Суперкупата на Кипър (1): 2013

### Бразилия до 17
- Световно първенство по футбол до 17 г. (1): 2003